# Kamil Niedziela
Kamil Niedziela (ur. 15 marca 1992) – polski judoka.
Zawodnik klubów: KŚ AZS Gliwice (2006-2018), OZJ Bytom (2009). Wicemistrz Polski seniorów 2016 w kategorii do 100 kg. Ponadto m.in. młodzieżowy wicemistrz Polski 2013 i wicemistrz Polski juniorów 2011. Uczestnik młodzieżowych mistrzostw Europy 2014 (5 miejsce). 